# Krokom-Åre kontrakt
Krokom-Åre kontrakt var ett kontrakt inom Svenska kyrkan i Härnösands stift. Kontraktet upphörde 31 december 2011 och församlingarna övergick till Krokom-Åre-Strömsunds kontrakt.
Kontraktskoden var 1013.

## Administrativ historik
Kontraktet bildades 2001 av
hela Undersåkers kontrakt med 
- Undersåkers församling
- Mörsils församling som 2006 uppgick i Västra Storsjöbygdens församling
- Mattmars församling som 2006 uppgick i Västra Storsjöbygdens församling
- Åre församling
- Kalls församling
- Alsens församling
- Offerdals församling

del av då upplösta Ovikens kontrakt med
- Hallens församling som 2006 uppgick i Västra Storsjöbygdens församling
- Marby församling som 2006 uppgick i Västra Storsjöbygdens församling

del av då upplösta Ströms kontrakt med
- Föllinge församling som 2006 uppgick i Föllinge, Hotagen och Laxsjö församling som 2010 namnändrades till Föllingebygdens församling
- Laxsjö församling som 2006 uppgick i Föllinge, Hotagen och Laxsjö församling som 2010 namnändrades till Föllingebygdens församling
- Hotagens församling som 2006 uppgick i Föllinge, Hotagen och Laxsjö församling som 2010 namnändrades till Föllingebygdens församling

del av Östersunds kontrakt med
- Rödöns församling
- Näskotts församling
- Aspås församling
- Ås församling